# النيابة البطريركية الملكية الكاثوليكية في العراق
 تقع البطريركية العراقية (اليونانية الملكيه) في العراق. وحسب احصائيات في عام 2011 بلغ عدد سكانها 400. وتأسست عام 1838.
القيادة الحالية: البابا ليو الرابع عشر
البطريرك يوسف العبسلي  
المندوب البطريركي: خالٍ مؤقتاً 
البطريركية الملكية (اليونانية) الكاثوليكية في العراق  (بصورة غير رسمية عراق (اليونانيين) الملكيين ) هي بطريركية (سلطة تبشيرية كاثوليكية شرقية قبل الأبرشية) تابعة لكنيسة الروم الملكيين الكاثوليك ذات الحكم الذاتي ( الطقس البيزنطي باللغة اليونانية لجزء من العراق ).
وهي تابعة مباشرةً لبطريركية أنطاكية للروم الملكيين الكاثوليك ، وليست جزءًا من ولاية أو أي كنسية أخرى، وفي روما تابعة لمجمع الكنائس الشرقية . وهي شاغرة حاليًا.

## الإقليم والإحصائيات
تمتد سلطة البطريركية إلى المؤمنين من الروم الملكيين الكاثوليك القاطنين في  العراق.
لا توجد إلا رعية واحدة في بغداد، افتتحت كنيستها القديس جورجيو في السابع والعشرون من نيسان 1962. وفي عام 2011 كان هناك 400 كاثوليكي ملكي معمد ينتمون إلى البطريركية.

## تاريخ
ومنذ النصف الثاني من القرن الثامن عشر بدأ المسيحيون الروم الملكيين بالاستقرار في العراق، حيث كان المبشرون اللاتينيون أو رجال الدين من الكنائس الشرقية الأخرى يؤمّنون لهم الخدمة الدينية.
أسس البطريرك مكسيموس الثالث مظلوم البطريركية الإكسرسية في العراق في السابع عشر من سبتمبر 1838 على أرض لم يكن فيها من قبل أسقف خاص للكنيسة ذات الحق الخاص.
كان الأب مكاريوس أندراوس الحلبي أول كاهن ملكي كاثوليكي يقيم في العراق. وقد اتخذ من كنيسة السريان الكاثوليك التي تقع في حي عكد النصارى في بغداد مقرًا له. وعند وفاته عام 1886، خلفه الراهب الحلبي رومانوس كلاب (1886-1926)، الذي جمع أبناء رعيته في كنيسة الأرمن الكاثوليك . ثم وصل الأرشمندريت مكسيموس حكيم (1926-1964) من رجال الدين الأبرشيين في حلب. وبدأ بترتيب كنيسة مستقلة في حي عكد النصارى المذكور سابقاً . ثم بدأ في بناء كنيسة جديدة، كنيسة القديس جاورجيوس، شرق الكرادة، مع بيت للراهبات وقاعة اجتماعات مجاورة.
ولكن لم يكن من الممكن للمجتمع اليوناني الكاثوليكي الملكي الصغير في العراق أن يمتلك كنيسة خاصة به مخصصة للقديس جورج إلا في عهد رئيس المتوحدين مكسيموس حكيم؛ إلا أن هذه الكنيسة تعرضت للقصف في السابع عشر من أكتوبر/تشرين الأول 2003 أثناء حرب الخليج الثانية .
منذ عام 2004، تولى البطريرك غريغوريوس الثالث لحام ، الذي حمل المسؤولية المباشرة عن البطريركية، بالخدمة الرعوية في رعية بغداد إلى الأخ فنسنت فوسيل.

## العاديون
بطريركيات العراق
- مكاريوس أندراوس (1838 - 1886)
- رومانوس كلاب (1886 - 1926)
- مكسيموس حكيم (1926 - 1964)
- الأرشمندريت أشعيا الدقاق (1964؟ - 1971)
- الأرشمندريت باسيليوس كاناكري (1971 - 1978)، النائب البطريركي في الكويت للروم الملكيين (الكويت) (25 مارس 1972 - 1991)، تمت ترقيته لاحقًا إلى منصب النائب البطريركي في الكويت للروم الملكيين (الكويت) (1991 - تقاعد عام 2002)
- الأرشمندريت لوران فيصل، آباء المخلص (بكالوريوس) (استقال من عام 1979 إلى عام 1986)
- الأرشمندريت نيقولا داغر (1986 - 1997 استقال)
- جورج المر ، قبل الميلاد (1997 - 23 يونيو 2007 استقال)، بينما رئيس أساقفة البتراء وفيلادلفيا للروم الملكيين (الأردن) (26 أغسطس 1992 - استقال 23 يونيو 2007) (مسؤول)
- سيدي شاغر (منذ 23 يونيو 2007)